# Радиоастрономическая обсерватория «Светлое»
«Светлое» — радиоастрономическая обсерватория (РАО) около деревни Светлое Приозерского района Ленинградской области, Россия. Обсерватория основана Институтом прикладной астрономии (ИПА РАН) в 1996 году, является Приозерским отделом ИПА РАН.
Это первый из трёх наблюдательных пунктов комплекса «Квазар-КВО» (РСДБ-сеть, объединяющая радиотелескопы в «Светлое», «Зеленчукская» и «Бадары»). 
Основной инструмент обсерватории — радиотелескоп РТФ-32 — используется в национальных и международных (EVN, IVS, Радиоастрон) астрономических наблюдениях.

## Расположение
РАО «Светлое» расположена в 80 км на северо-запад от центра г. Санкт-Петербург. В километре от «Светлого» расположена дер. Светлое, которой обсерватория обязана своим названием. У подножия холма обсерватории протекает река Странница. Адрес: 188833, Россия, Ленинградская область, Приозерский район, п. Светлое.
В нескольких километрах на запад, находятся горнолыжные курорты «Красное озеро», «Снежный» и «Золотая долина». На базе «Красное озеро» проходят национальные и международные соревнования по фристайлу.
В окрестностях обсерватории расположено множество озёр, из которых наиболее известные Красное и Мичуринское. Около 20 местных озёр, соединённых протоками, составляют группу известную как Морозовские озёра.

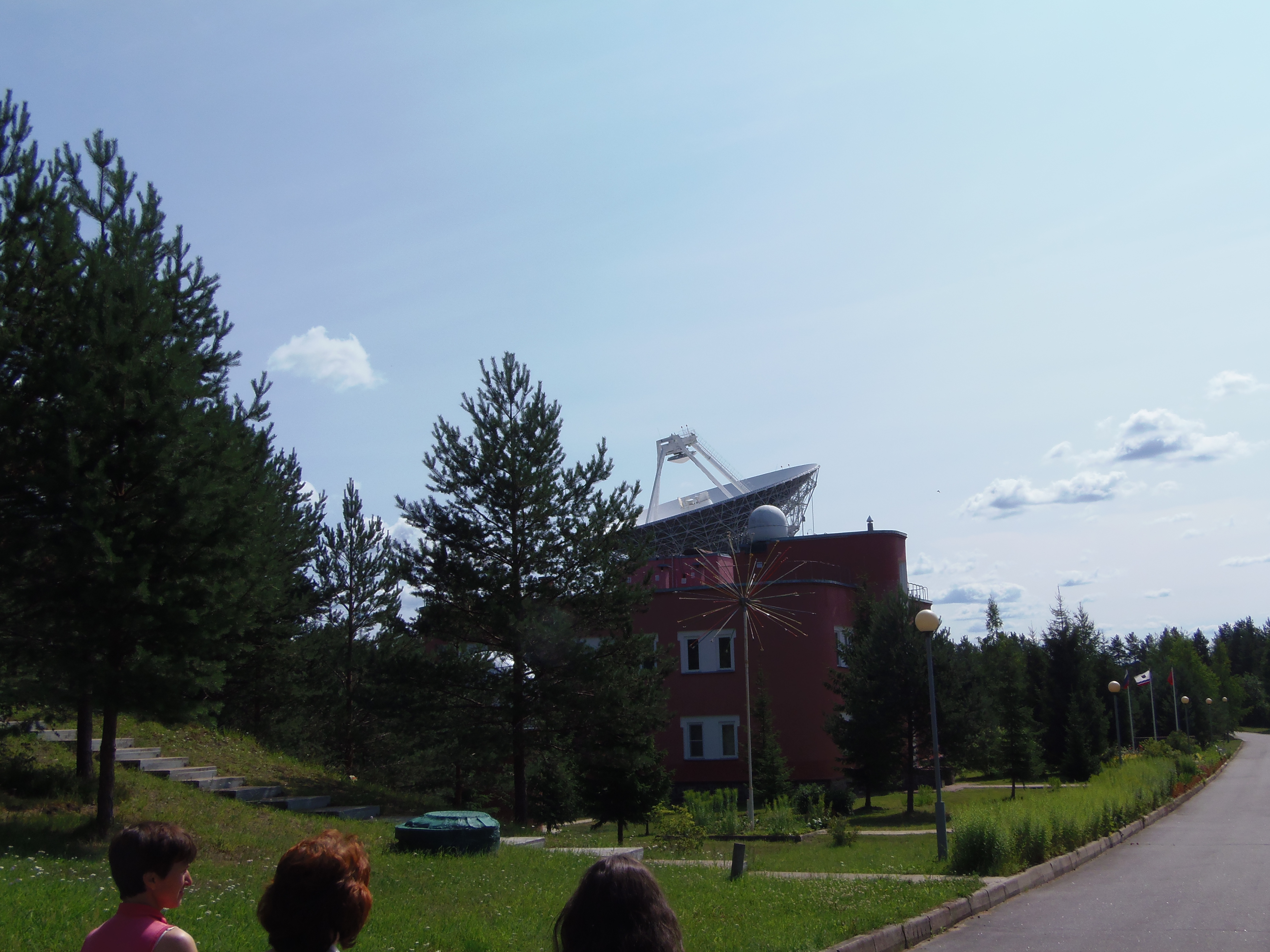
Главное здание обсерватории
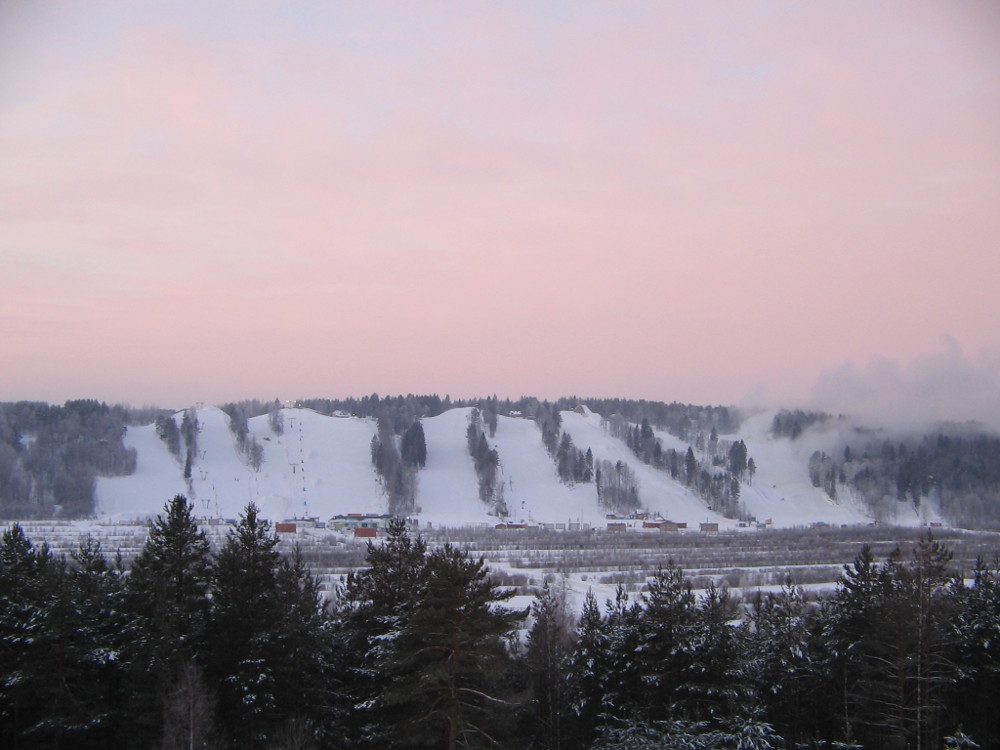
Вид с РТФ-32 на горнолыжные спуски
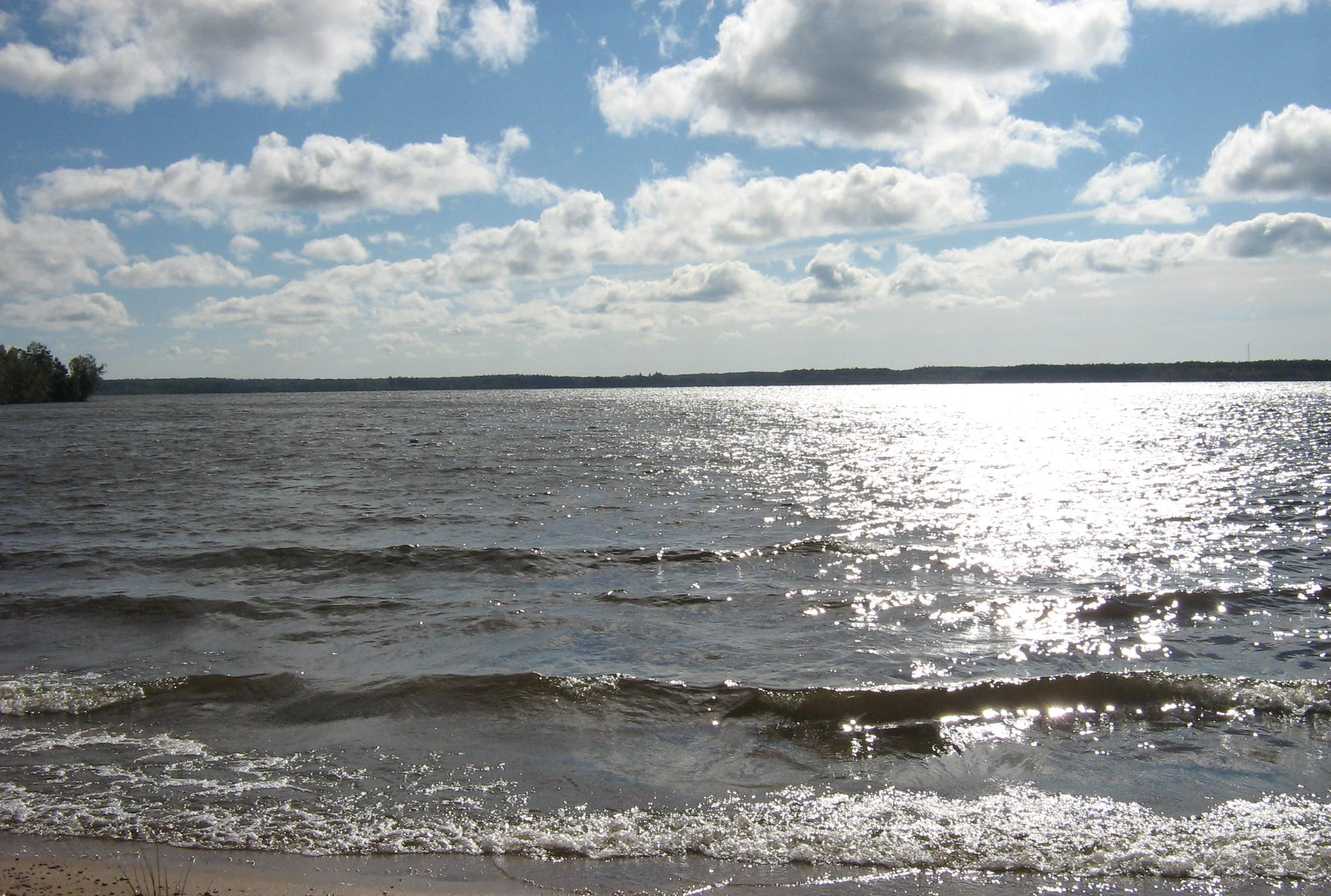
Мичуринское озеро

## История
РАО «Светлое» введена в опытную эксплуатацию в 1997 году, с 1999 года обсерватория работает в штатном режиме.
6 марта 2003 года радиотелескоп РТФ-32 начал участвовать в регулярных наблюдениях в составе сети IVS (Международной службы РСДБ наблюдений для астрометрии и геодезии).
С ноября 2009 года участник сети EVN (Европейская РСДБ сеть).
4 декабря 2020 года примерно в 13:00 мск введён в эксплуатацию новый 13-метровый радиотелескоп, построенный в обсерватории за четыре года; комплекс «Квазар-КВО» заработал полноценно. После ввода в действие новой системы старый 32-метровый радиотелескоп будет переключён на наблюдение за космическими объектами, а новый телескоп станет выполнять прикладные задачи.
Проводится цикл радиоастрономических наблюдений по программе «Радиоастрон».

### Заведующие обсерваторией
- с 1996 года: Рахимов Исмаил Ахмедович, профессор., д.ф.-м.н.[2]

## Инструменты обсерватории
- РТФ-32 — полноповоротный прецизионный радиотелескоп с диаметром главного зеркала D = 32 м и фокусным расстоянием F = 11,4 м; рабочий диапазон длин волн от 1,35 до 21 см; антенная система - модифицированная схема Кассегрена. Конструкция РТФ-32 разработана ЦНИИПСК им. Н.П. Мельникова[9][10].
- Vaisala[англ.] WXT510 — автоматическая цифровая метеостанция.
- Javad GNSS Delta-G3T — GPS/ГЛОНАСС-приёмник.
- Meade LX200 16" (D = 40 см, F = 4 м) — оптический телескоп.

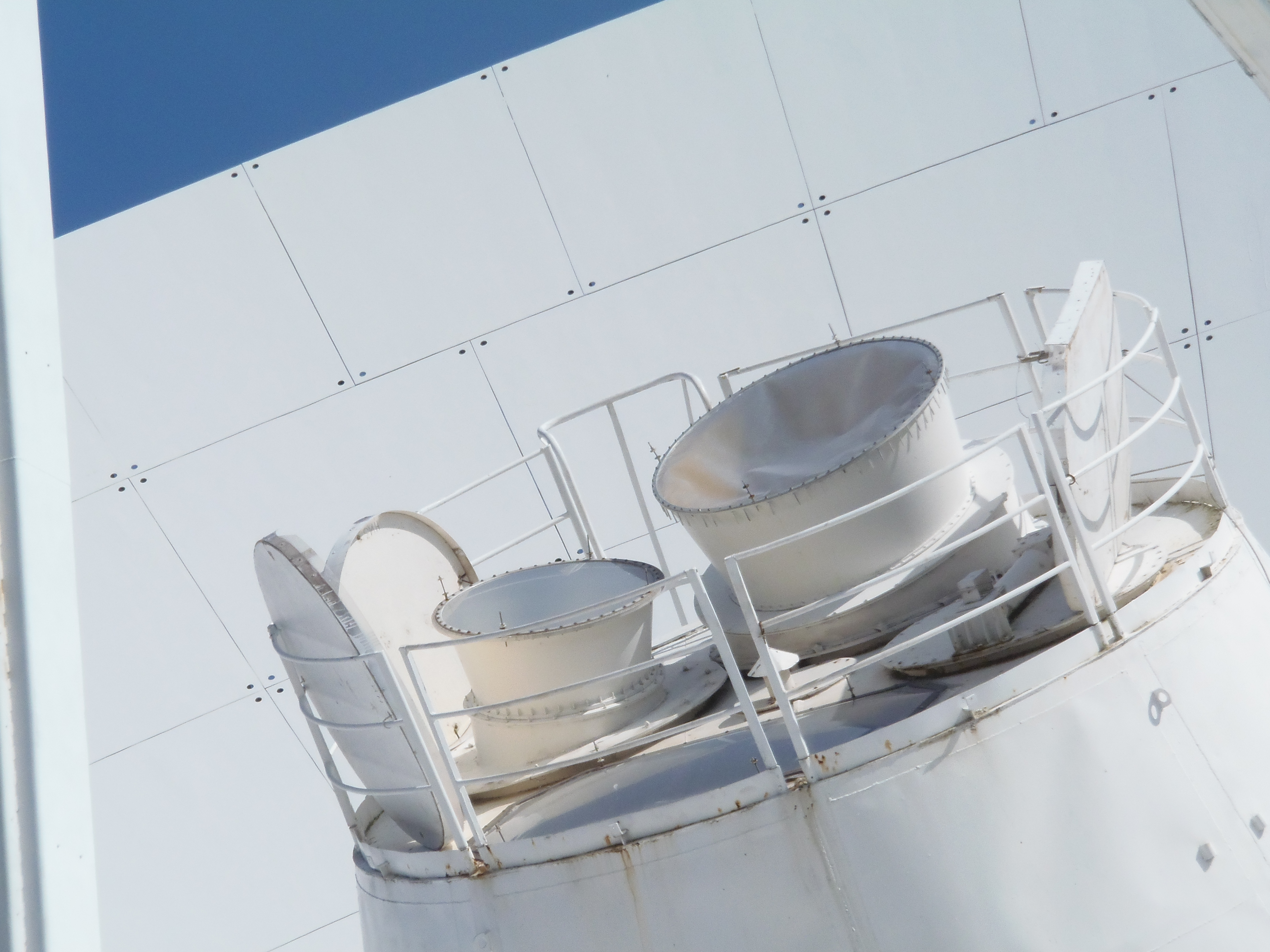
Рупорные облучатели телескопа
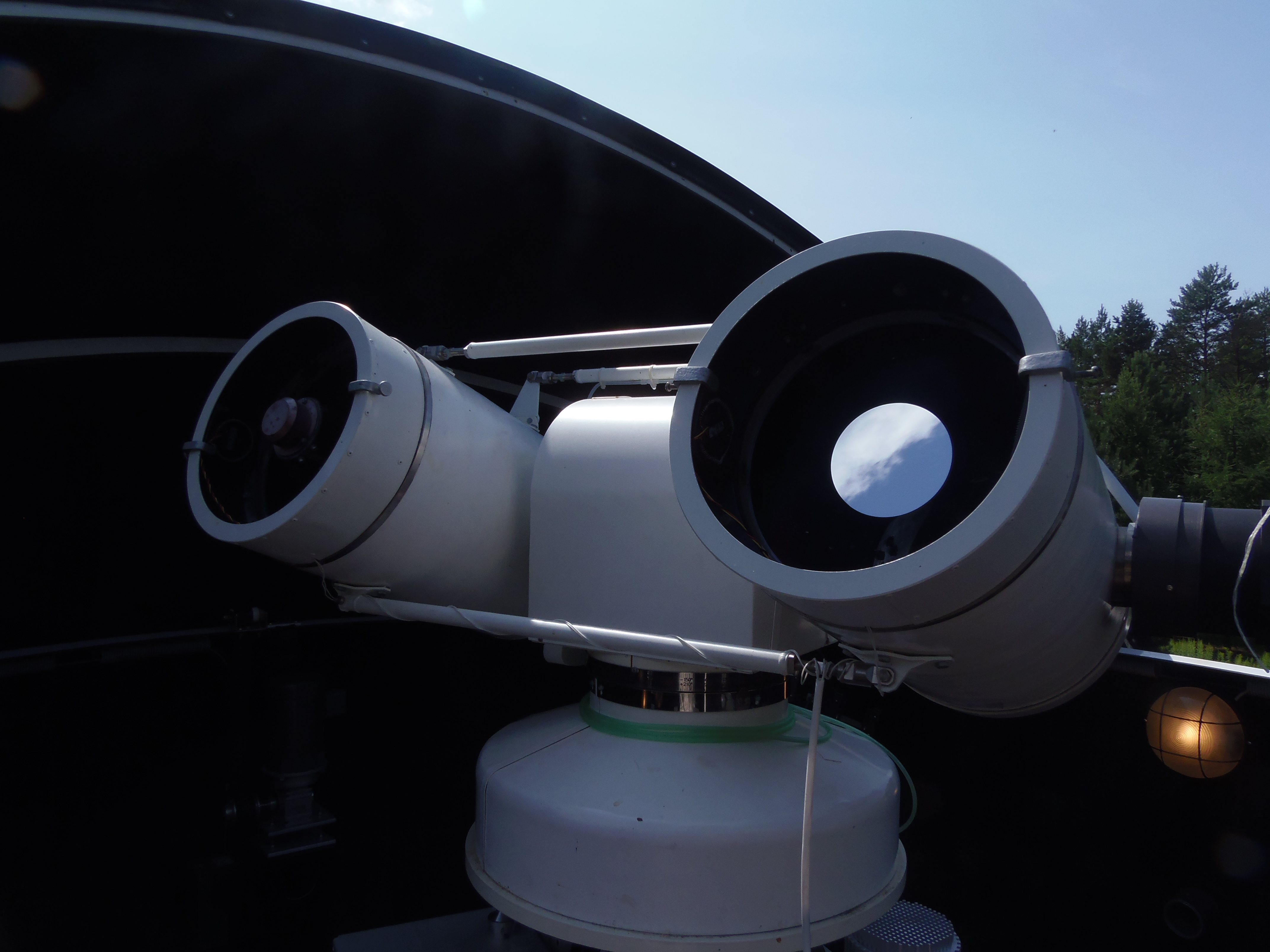
Лазерный дальномер «Сажень- ТМ-БИС»
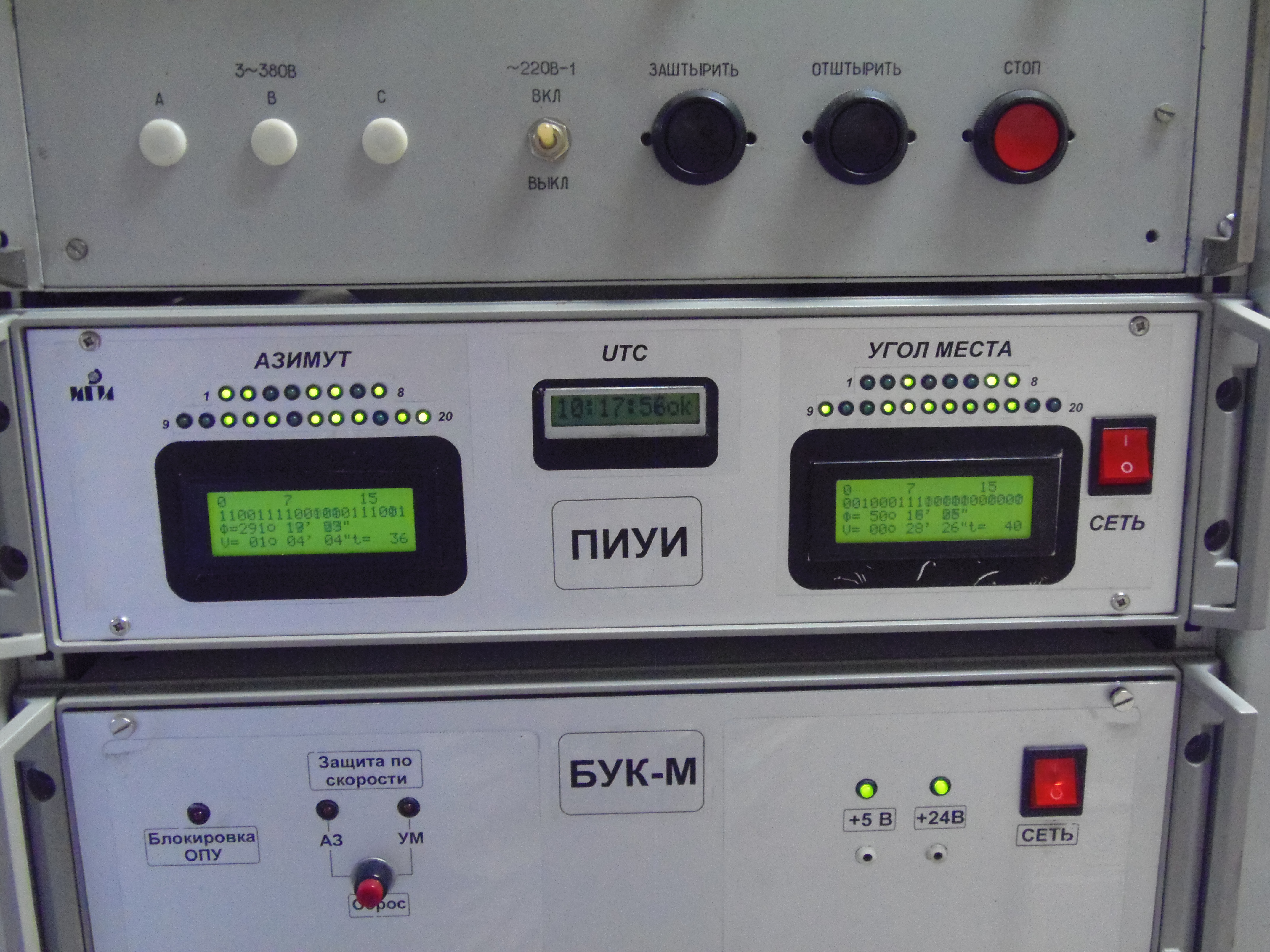
Показание положения радиотелескопа на блоке электропривода азимутального и угломестного вращения
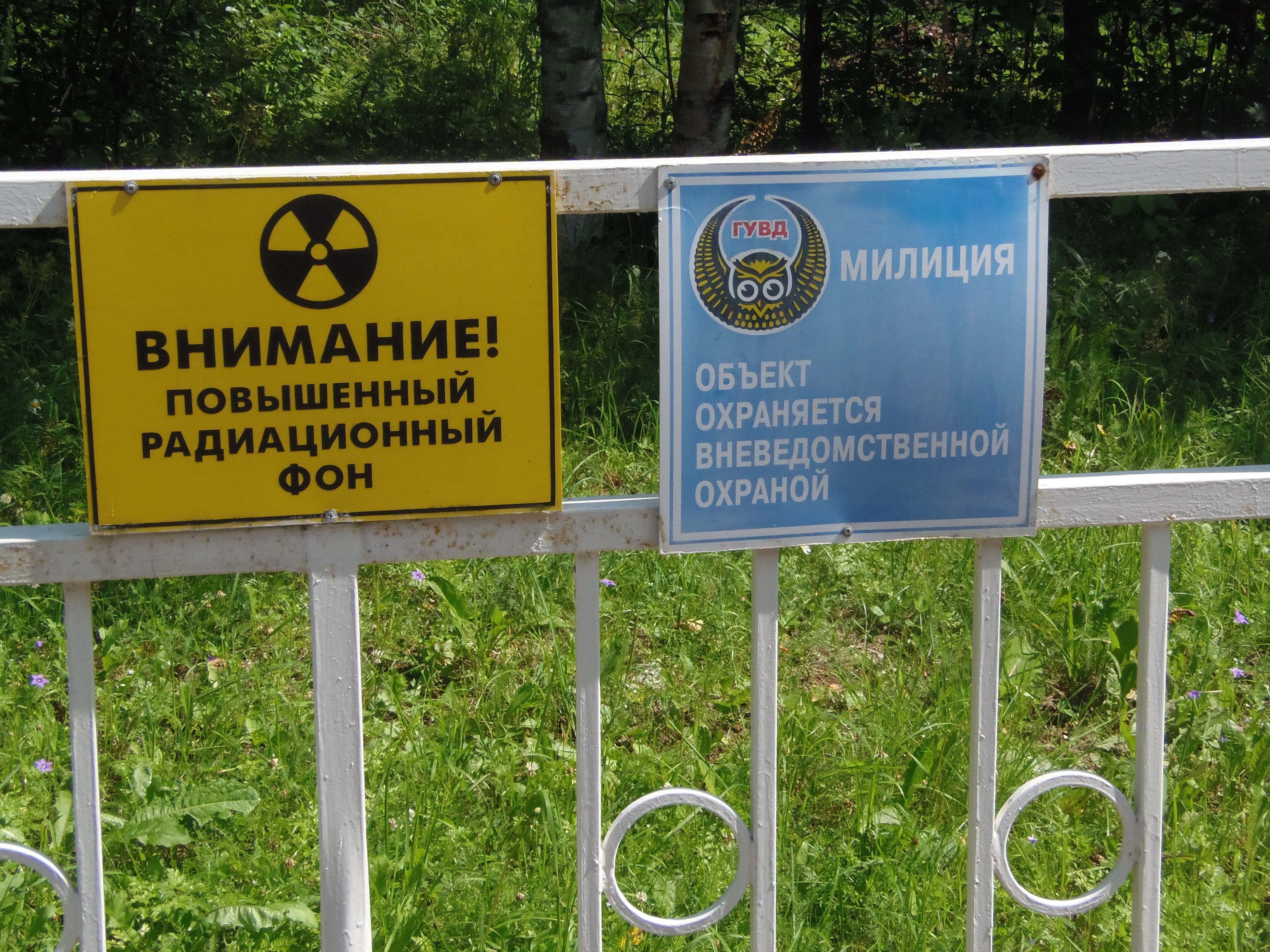
Предупреждающие таблички на воротах

## Направления исследований
- Радиоинтерферометрия со сверхдлинными базами;
- Астрометрия;
- Астрофизика:
  - Солнце[11] и планеты солнечной системы;
  - Галактические и внегалактические объекты (сверхновые, микроквазары, квазары, гамма-всплески и т.д.);
- Геодинамика;
- Спектральная радиоастрономия.